# Minucia bimaculata
Minucia bimaculata là một loài bướm đêm trong họ Erebidae.